# Maggie Coles-Lyster
Maggie Coles-Lyster, née le 12 février 1999 à Maple Ridge, est une coureuse cycliste canadienne. Elle court sur piste et sur route.

## Biographie
Maggie Coles-Lyster commence le cyclisme à l'âge de cinq ans et pratique le cyclo-cross et le cyclisme sur piste dans les catégories de jeunes. Ses parents tiennent un magasin de vélos et sponsorisent une équipe cycliste canadienne. Lors de l'hiver 2015-2016, à 16 ans, elle termine troisième du championnat du Canada de cyclo-cross espoirs et participe aux championnats du monde de cyclo-cross espoirs, où elle se classe 41e et avant-dernière du premier championnat du monde de cyclo-cross espoirs (moins de 23 ans). 
Sur piste, elle domine les championnats nationaux chez les juniors. En 2016, elle remporte 6 des 8 titres en jeu et en 2017 elle gagne 8 titres sur 10. En octobre, elle termine 14e du championnat du monde sur route juniors à Doha. À Montichiari, en Italie, elle devient championne du monde de course aux points juniors en 2017. Après ses années juniors, elle remporte plusieurs médailles aux Jeux panaméricains, aux championnats panaméricains et aux championnats canadiens. Parallèlement, en 2017, elle participe pour la première fois à des courses sur route en Europe pour l'équipe Lares-Waowdeals. En 2020, elle a par la suite signalé, comme d'autres coureuses de l'équipe, une agression sexuelle de son directeur sportif Marc Bracke. L'Union cycliste internationale, a par la suite banni le directeur sportif après une enquête. Celui-ci s'est suicidé en octobre 2022.
Après une pause forcée en 2020 en raison de la pandémie de Corona, elle remporte trois médailles d'argent aux championnats panaméricains sur piste en 2021. De 2021 à 2023, elle participe aux trois premières éditions de la Ligue des champions sur piste. Au cours de ces années, elle représente également son pays aux mondiaux sur piste.
Depuis 2022, Coles-Lyster se concentre davantage sur le cyclisme sur route. Cette année-là, elle devient championne du Canada sur route. Son chemin vers le cyclisme sur route professionnel a été semé d'embûches : elle signe initialement avec l'équipe B&B Hotels-KTM pour 2023, mais l'équipe ferme ses portes fin 2022 pour des raisons financières. Elle rejoint alors l' équipe cycliste Zaaf et participe pour la première fois au World Tour lors du Women's Tour Down Under 2023. Zaaf se retrouve en difficulté financière au printemps et Coles-Lyster quitte l'équipe au cours de la saison 2023 pour rejoindre Israel Premier Tech Roland. La même année, elle participe pour la première fois à la course élite des mondiaux sur route. En 2024, elle obtient plusieurs tops 10, mais sans décrocher de victoire. Aux Jeux olympiques d'été de 2024 à Paris, elle se classe huitième de la poursuite par équipes et neuvième de l'omnium, mais est éliminée de la course à l'américaine avec Ariane Bonhomme.
Pour la saison 2025, Coles-Lyster rejoint l'équipe Human Powered Health.

## Palmarès sur piste

### Jeux olympiques
- Paris 2024
  - 8e de la poursuite par équipes
  - 9e de l'omnium

### Championnats du monde
| Édition / Épreuve          | Poursuite individuelle | Poursuite par équipes | Course aux points | Scratch | Omnium |
| Aigle 2016 (juniors)       |                        |                       |                   |         | Bronze |
| Montichiari 2017 (juniors) |                        |                       | Or                |         | Argent |
| Roubaix 2021               |                        | 4e                    | 12e               | 4e      |        |
| Glasgow 2023               | 8e                     |                       |                   |         |        |

### Coupe du monde
- 2017-2018
  - 3e de la poursuite par équipes à Minsk

### Coupe des nations
- 2023
  - 3e de la poursuite par équipes à Milton

### Jeux du Commonwealth
| Édition / Épreuve | Scratch |
| Birmingham 2022   | Bronze  |

### Ligue des champions
- 2021
  - 1re du scratch à Palma
  - 2e du scratch à Panevėžys
  - 3e du scratch à Londres
- 2022
  - 3e de l'élimination à Paris
  - 3e de l'élimination à Londres (I)
  - 3e de l'élimination à Londres (II)
- 2023
  - 2e de l'élimination à Berlin
  - 2e du scratch à Paris
  - 3e du scratch à Palma

### Jeux panaméricains
| Édition / Épreuve | Poursuite par équipes | Américaine | Omnium |
| Lima 2019         | Argent                | Argent     | 7e     |

### Championnats panaméricains
| Édition / Épreuve   | 500 mètres | Poursuite par équipes | Course aux points | Scratch | Omnium | Élimination |
| Aguascalientes 2018 |            | Bronze                | 4e                |         |        |             |
| Lima 2021           | 9e         |                       | Argent            | 4e      | Argent | Argent      |

### Championnats du Canada
- 2019
  - 2e de la poursuite par équipes
- 2022
  -  Championne du Canada de poursuite par équipes (avec Erin Attwell, Devaney Collier et Annie Scott)
  -  Championne du Canada de l'omnium
  - 2e de la vitesse par équipes
  - 2e de l'américaine (avec Fiona Majendie)
  - 3e de la poursuite

## Palmarès sur route

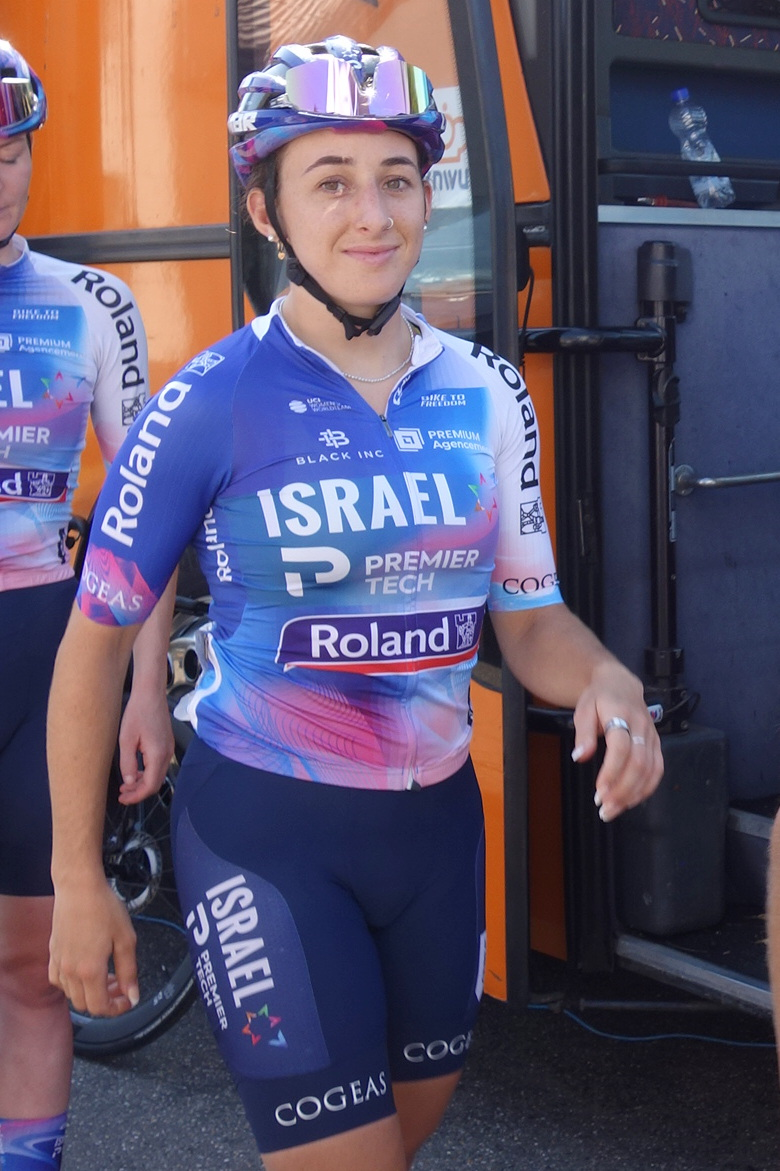
Coles-Lyster au Simac Ladies Tour 2023.

### Par années
- 2019
  - 3e étape du Tour de Walla Walla
  - Tour de Somerville
  - 3e de la Clarendon Cup
  - 3e du Gastown Grand Prix
- 2021
  - Clarendon Cup
  - 2e de la Crystal Cup
  - 2e de l'Athens Twilight Criterium
- 2022
  -  Championne du Canada sur route
  -  Championne du Canada du critérium
  - 3e et 4e étapes de la Tucson Bicycle Classic
  - 4e étape de la Joe Martin Stage Race
  - Harlem Skyscraper Classic
  - 2e de la Tucson Bicycle Classic
  - 2e du Sunny King Criterium
- 2024
  - 10e de Gand-Wevelgem
- 2025
  - 3e du Trofeo Marratxi-Felanitx

### Résultats sur les grands tours

#### Tour d'Italie
1 participation : 
- 2023 : non-partante (5e étape)

#### Tour de France
1 participation : 
- 2024 : abandon ([[4e étape du Tour de France Femmes 2024|4e étape]])

#### Tour d'Espagne
1 participation
- 2024 : 96e

### Classements mondiaux
| Année                                 | 2017 | 2018 | 2019 | 2020 | 2021 | 2022 | 2023 | 2024 |
| ------------------------------------- | ---- | ---- | ---- | ---- | ---- | ---- | ---- | ---- |
| Classement UCI                        | 627e | nc   | 862e | nc   | 946e | 256e | 71e  | 149e |
| UCI World Tour                        | nc   | nc   | nc   | nc   | nc   | nc   | 45e  | 96e  |
|                                       |      |      |      |      |      |      |      |      |
| Légende : nc = non classéSource : UCI |      |      |      |      |      |      |      |      |

## Palmarès en cyclo-cross
- 2015-2016
  - 3e du championnat du Canada de cyclo-cross espoirs